# Port Elizabeth
Port Elizabeth, Gqeberha hay The Bay (tiếng Xhosa: iBhayi; tiếng Afrikaans: Die Baai [di ˈbɑːi]) là một trong các thành phố lớn ở Nam Phi; thành phố nằm ở tỉnh Đông Cape. Biệt danh là "Thành phố gió", Port Elizabeth trải dài 16 kilômét (10 mi) dọc theo Vịnh Algoa và là một trong những cảng lớn nhất ở Nam Phi. Đây là thành phố lớn nằm gần cực nam nhất của châu Phi. Port Elizabeth được thành lập vào năm 1820 cho những người Anh tới định cư nhằm tăng cường bảo vệ biên giới giữa Thuộc địa Cape và người Xhosa. Ngày nay về mặt hành chính, thành phố thuộc về Khu tự quản đô thị Nelson Mandela Bay, khu vực có trên 1,3 triệu dân.
Kể từ tháng 2 năm 2021, tên Gqeberha, từ tên Xhosa của thị trấn Walmer, đã được chính phủ Nam Phi chính thức hóa để chỉ định thành phố Port Elizabeth.

## Lịch sử

### Tiền Apartheid
Tổ tiên của người San lần đầu tới định cư ở khu vực mà ngày nay là Vịnh Algoa từ khoảng 10.000 năm trước. Khoảng 2.000 năm trước, họ bắt đầu thay đổi chỗ ở hoặc đồng hóa vào các cộng đồng làm nông khác mà sau này là người Xhosa, những người di cư từ phá bắc xuống.
Những người châu Âu đầu tiên tới đây là Bartolomeu Dias, người đặt chân lên đảo St Croix ở Vịnh Algoa năm 1488, và Vasco da Gama, người tới Vịnh Algoa vào năm 1497. Trong nhiều thế kỷ, khu vực này xuất hiện trên các hải đồ của người châu Âu với ghi chú là "một bến đỗ có nước ngọt".
Một trong những tham vọng mà Hoàng gia Bồ Đào Nha muốn đạt được tại Ấn Độ Dương là chiếm lấy tuyến đường thương mại béo bở từ Đông Phi tới Ấn Độ của các thương gia Ả Rập và Phi châu. Sau khi hiện thực hóa tham vọng đó, người Bồ Đào Nha củng cố quan hệ thương mại với Goa, điểm giao dịch lớn nhất của họ ở Ấn Độ.
Khu vực này sau đó trở thành một phần của Thuộc địa Cape và có một lịch sử phức tạp kể từ khi Công ty Đông Ấn Hà Lan đặt chân tới đây năm 1652 cho tới khi Liên minh Nam Phi được thành lập vào năm 1910.

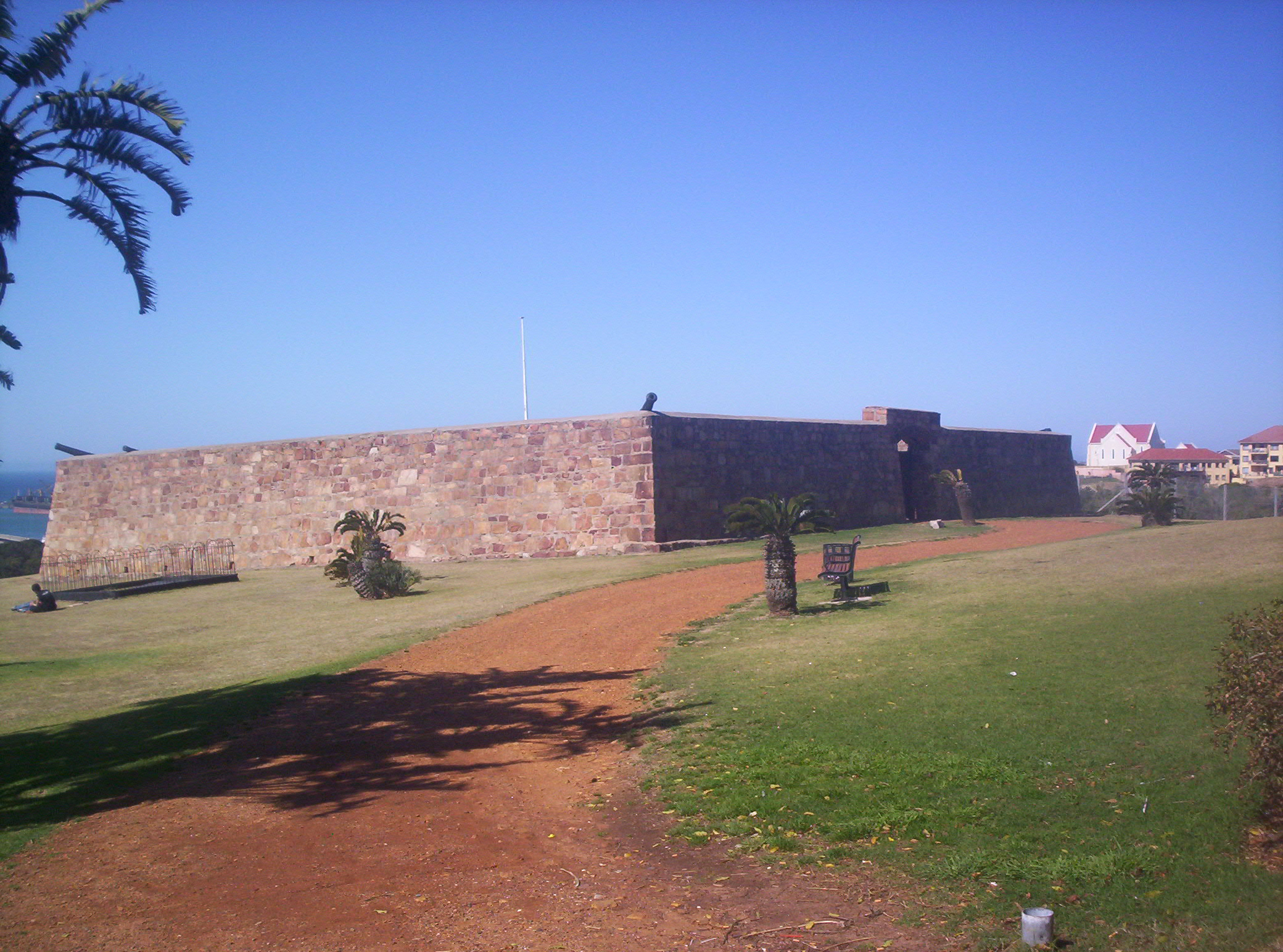
Pháo đài Frederick, Đông Cape

Vào năm 1799 khi người Anh chiếm đóng thuộc địa này trong chiến tranh Napoléon, quân Anh xây ở đây một pháo đài bằng đá mang tên Frederick (đặt theo tên của Công tước xứ York. Pháo đài nhìn ra hướng Port Elizabeth ngày nay, được xây dựng để ngăn quân Pháp đổ bộ vào bờ.
Từ năm 1814 tới 1821 trang trại Strandfontein được sở hữu bởi Piet Retief. Retief sau này trở thành thủ lĩnh của Voortrekker và bị sát hại bởi vua Zulu Dingane vào năm 1837 khi đàm phán về đất đai. Ước tính khoảng 500 đàn ông, phụ nữ và trẻ em trong nhóm của ông bị sát hại. Frederik Korsten là người sở hữu Strandfontein sau khi Retief mất. Vùng ngoại ô Korsten được đặt theo tên ông vào thế kỷ 19. Khu vực này sau đó được phát triển thành khu ngoại ô bãi biển Summerstrand của Port Elizabeth.
Vào năm 1820 một nhóm khoảng 4.000 người định cư Anh Quốc tới đây bằng đường biển. Họ được chính phủ Thuộc địa Cape khuyến khích tới khu vực này để củng cố vững chắc vùng biên giới giữa Thuộc địa Cape và vùng đất của người Xhosa. Lúc này thị trấn cảng biển được thành lập bởi Sir Rufane Shaw Donkin, Toàn quyền Thuộc địa Cape lâm thời (tại vị: 1820-1821), người đặt tên khu vực này là "Port Elizabeth" theo tên người vợ quá cố của ông.
Nhà ngoại giao Edmund Roberts tới thăm Port Elizabeth vào đầu thập niên 1830. Roberts ghi chép rằng vào những năm 1820 Port Elizabeth "từng [chỉ] có bốn ngôi nhà, còn nay đã lên tới cả trăm căn, còn dân số là khoảng một nghìn hai trăm người".
Giáo hội Công giáo Rôma thành lập Đại diện Tông Tòa trong thành phố vào năm 1847. Port Elizabeth trở thành khu vực tự trị vào năm 1861.
Thủ tướng Thuộc địa Cape John Molteno thành lập công ty đường sắt Cape vào năm 1872. Việc hoàn thành tuyến đường sắt tới Kimberley vào năm 1873 là động lực lớn đối với thương mại và gia tăng dân số. Với sự mở rộng tuyến đường sắt nhiều năm sau này của Thuộc địa Cape vào sâu trong nội địa, cảng Port Elizabeth trở thành trung tâm xuất nhập khẩu của khu vực Cape. Sự phát triển kinh tế nhanh chóng sau khi mở rộng mạng lưới đường sắt biến Port Elizabeth trở thành "Liverpool của Nam Phi". Thị trấn lúc này có một cộng đồng dân cư đa dạng, bao gồm người Xhosa, người Âu châu, Người Mã Lai Cape, và nhiều sắc tộc nhập cư khác.

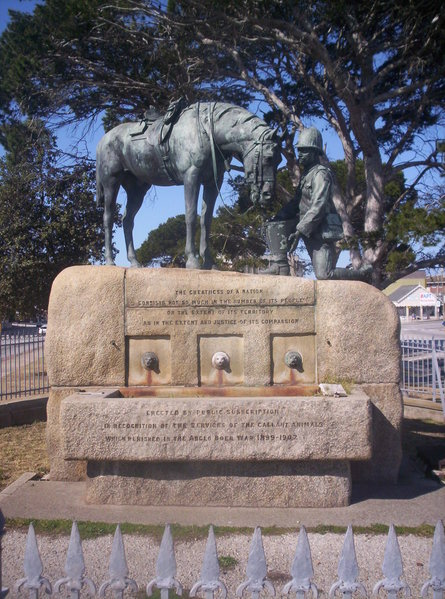
Horse Memorial

Trong Chiến tranh Boer thứ hai giai đoạn 1899-1902, cảng là điểm trung chuyển binh lính, ngựa và trang thiết bị của Anh Quốc tới mặt trận. Mặc dù không có xung đột diễn ra trong thành phố, tuy nhiên Port Elizabeth đón nhận một làn sóng người tị nạn vào thành phố, trong đó có cả phụ nữ và trẻ em Boer mà người Anh giam giữ trong trại tập trung.
Sau chiến tranh, người Anh xây dựng đài tưởng niệm những chú ngựa đã chết trên chiến trường. Buổi lễ khai trương đài tưởng niệm Horse Memorial diễn ra vào ngày 11 tháng 2, 1905.

### Thời kỳ Apartheid
Vào thời kỳ Apartheid, chính phủ Nam Phi thành lập chính sách phân chia chủng tộc và bắt đầu các chương trình phân chia các cộng đồng dựa trên ngoại hình cũng như các hệ thống phân loại và theo phong tục tập quán. Việc tái định cư bắt buộc theo Đạo luật Group Areas vào năm 1962 đối với các cộng đồng không phải da trắng là lý do hàng loạt các township (khu dành cho người da màu) được dựng lên. Việc phân loại đôi khi rất tùy tiện, và như ở nhiều địa phương khác trong cả nước, nhiều công dân đa chủng tộc đôi khi phải phân loại lại, điều thường có những hậu quả chính trị xã hội gây bất mãn. Những người ủ thuê nhà ở South End, và chđất ở Fairview phải tái định cư từ năm 1965 tới năm 1975 do các khu vực này là đất có giá trị.
Khi những người Nam Phi da đen tụ họp nhau lại đòi các quyền dân sự và công bằng xã hội, đàn áp của chính phủ ngày càng gia tăng. Vào năm 1977 Steve Biko, nhà hoạt động da đen chống apartheid, bị thẩm vấn và tra tấn bởi cảnh sát ở Port Elizabeth trước khi bị thuyên chuyển tới Pretoria và chết ở đó. Những người nổi tiếng chết ở Port Elizabeth trong thời kỳ này có thể kể tới nhóm The Cradock Four, và George Botha, một giáo viên.

#### Chiến dịch thách thức 1952
Vào năm 1952 Đại hội Dân tộc Phi (ANC) và Đại hội Ấn Độ Nam Phi (SAIC) kêu gọi tất cả người Nam Phi đứng lên chống lại các luật lệ bất công của chính phủ apartheid đối với người da đen, người Ấn và người đa sắc tộc. Vào ngày 6 tháng 4, khi hầu hết người Nam Phi da trắng đang kỷ niệm 300 năm ngày Jan van Riebeeck đặt chân tới Cape vào năm 1652, ANC và SAIC kêu gọi người Nam Phi da đen kỷ niệm ngày này là "Ngày Cam kết và Cầu nguyện Quốc gia" (A National Day of Pledge and Prayer). 15 nghìn người tham dự buổi lễ tại Johannesburg, 10 nghìn tại Cape Town, 10 nghìn ở Durban và 20 nghìn ở Port Elizabeth. Buổi mít tinh ở Port Elizabeth do Giáo sư Z. K. Matthews và Raymond Mhlaba chủ trì.
Vào ngày 25 tháng 7 năm 1952, một ngày trước khi Chiến dịch Thách thức bắt đầu, 30 tình nguyện viên do Raymond Mhlaba cầm đầu đã tụ tập ở Trung tâm Dân sự New Brighton và cầu nguyện suốt đêm. Vào 5 giờ sáng ngày hôm sau, họ rời trung tâm và đi bộ hành về phía Nhà ga New Brighton.
Mhlaba trở thành người đầu tiên bị bắt trong chiến dịch, còn Francis Matomela là người phụ nữ đầu tiên. 2.007 người ở Port Elizabeth bị bắt trong đó có Oom Gov (Govan Mbeki) và Vuyisile Mini. Các tình nguyện viên đóng vai trò chủ chốt trong chiến dịch gồm có Nosipho Dastile, Nontuthuzelo Mabala, Lillian Diedricks và Veronica Sobukwe.

#### Chiến dịch tẩy chay tiêu dùng 1985
Sau khi Mặt trận Dân chủ Thống nhất (có liên kết với ANC) thành lập vào năm 1983, sự thức tỉnh về mặt chính trị của người da đen gia tăng. Sau nhiều cuộc biểu tình trên khắp đất nước và cuộc thảm sát tại Langa gần Uitenhage, Đông Cape cảnh sát bắt đầu xuất hiện nhiều hơn tại các township. Tại các township ở Port Elizabeth, người Nam Phi da đen yêu cầu được tham gia và các tổ chức công, rút cảnh sát khỏi các khu của người da đen, và chấm dứt nạn phân biệt trong phân công việc làm. Nằm mục đích làm tê liệt các cơ sở do người da trắng sở hữu ở Port Elizabeth và làm lung lay hệ thống apartheid, nhiều phụ nữ đề xuất ý tưởng tẩy chay tiêu dùng lên Tổ chức Dân sự Người da đen Port Elizabeth (PEBCO) vào tháng 5 năm 1985. Cuộc tẩy chay bắt đầu vào ngày 15 tháng 7 năm 1985, và nhận được sự ủng hộ lớn từ các khu người da màu quanh Port Elizabeth. Tới tháng 9 năm 1985, các chủ doanh nghiệp da trắng buộc phải kêu gọi chính phủ đáp ứng các yêu sách của người da đen. Vào tháng 11 cuộc tẩy chay vẫn gây thiệt hại đối với việc kinh doanh của người da trắng ở Port Elizabeth. Chính phủ Nam Phi sau đó đã đạt được một thỏa thuận với PEBCO nhằm dừng cuộc tẩy chay sau tháng 3 năm 1986 nếu các doanh nghiệp da trắng thả tự do các lãnh tụ da màu.
Vào năm 1986, khi thỏa thuận chuẩn bị tới hạn, những người tẩy chay tuyên bố sẽ tiếp tục chiến dịch nếu các yêu sách không được đáp ứng sau ngày 31 tháng 3. Vào ngày 11 tháng 3, chính phủ bất ngờ ra lệnh cấm hai lãnh tụ, một trong số đó là Mkuseli Jack. Tuy nhiên vào ngày 22 tháng 3, lệnh cấm bị dỡ bỏ sau phán quyết của Tòa án Tư pháp Tối cao sau khi chính phủ đã không đưa ra lý do thích đáng đối với lệnh cấm. Jack xé giấy báo cấm, và mở cuộc ăn mừng nhằm biểu thị sự đoàn kết của chiến dịch. Do yêu sách của những người tẩy chay không được đáp ứng vào ngày 31 tháng 3, chiến dịch tiếp tục vào ngày 1 tháng 4. Cuộc tẩy chay diễn ra trong sáu tuần lễ sau đó, tuy nhiên tới ngày 12 tháng 6 năm 1986, lệnh tình trạng khẩn cấp được ban bố bởi chính quyền Đảng Dân tộc. Các lực lượng an ninh mở cuộc rà soát các khu người da màu, bắt giữ hàng ngàn người và đột nhập vào trụ sở của các nhà hoạt động dân quyền, nghiệp đoàn người da đen, UDF, Hội đồng Nam Phi, cũng như các nhà thờ, đồng thời tịch thu nhiều tài liệu.

### Hậu Apartheid
Sau khi Khu phát triển công nghiệp Coega (CIDZ) được thành lập, đầu tư trực tiếp nước ngoài và đầu tư trong nước gia tăng đáng kể tại khu vực Nelson Mandela Bay/Port Elizabeth. Khu công nghiệp này kể từ khi ra đời đã thu hút lượng đầu tư trên 140 tỉ rand đối với nền công nghiệp ở Đông Cape và tạo ra trên 45.000 việc làm.
Vào năm 2001 khu tự quản đô thị Nelson Mandela Bay được thành lập và là khu vực hành chính bào phủ toàn bộ Port Elizabeth, các thị trấn Uitenhage, Despatch và các khu vực nông nghiệp xung quanh. Khu vực đô thị có dân số khoảng 1,3 triệu người vào năm 2006.

#### Giải vô địch bóng đá thế giới 2010
Port Elizabeth là một trong các thành phố chủ nhà của Giải vô địch bóng đá thế giới 2010. Sân vận động Nelson Mandela Bay tổ chức tám trận đấu World Cup, trong đó có 5 trận vòng bảng, một trận vòng 1/8, một trận tứ kết, và trận tranh giải ba.

#### Cúp bóng đá châu Phi 2013
Port Elizabeth cũng là một trong năm thành phố tổ chức Cúp bóng đá châu Phi 2013 với tám trận đấu diễn ra tại sân Nelson Mandela Bay: 6 trận vòng bảng, một trận tứ kết và trận tranh giải ba.

## Địa lý

### Khí hậu
Theo phân loại khí hậu Köppen, Port Elizabeth có khí hậu hải dương (Cfb ). Thành phố nằm giữa khu vực khí hậu Địa Trung Hải mưa mùa đông của Tây Cape và vùng mưa mùa hè của miền đông Nam Phi. Mùa đông mát và mùa hè ấm, tuy nhiên ít ẩm ướt và ít nóng hơn các khu vực phía bắc của bờ biển phía đông của Nam Phi. Khí hậu khá là cân bằng trong năm, ít khi có những đợt lạnh/nóng bất thường.
| Dữ liệu khí hậu của Port Elizabeth (1961−1990, các số liệu cao/thấp nhất 1936–1990) | Dữ liệu khí hậu của Port Elizabeth (1961−1990, các số liệu cao/thấp nhất 1936–1990) | Dữ liệu khí hậu của Port Elizabeth (1961−1990, các số liệu cao/thấp nhất 1936–1990) | Dữ liệu khí hậu của Port Elizabeth (1961−1990, các số liệu cao/thấp nhất 1936–1990) | Dữ liệu khí hậu của Port Elizabeth (1961−1990, các số liệu cao/thấp nhất 1936–1990) | Dữ liệu khí hậu của Port Elizabeth (1961−1990, các số liệu cao/thấp nhất 1936–1990) | Dữ liệu khí hậu của Port Elizabeth (1961−1990, các số liệu cao/thấp nhất 1936–1990) | Dữ liệu khí hậu của Port Elizabeth (1961−1990, các số liệu cao/thấp nhất 1936–1990) | Dữ liệu khí hậu của Port Elizabeth (1961−1990, các số liệu cao/thấp nhất 1936–1990) | Dữ liệu khí hậu của Port Elizabeth (1961−1990, các số liệu cao/thấp nhất 1936–1990) | Dữ liệu khí hậu của Port Elizabeth (1961−1990, các số liệu cao/thấp nhất 1936–1990) | Dữ liệu khí hậu của Port Elizabeth (1961−1990, các số liệu cao/thấp nhất 1936–1990) | Dữ liệu khí hậu của Port Elizabeth (1961−1990, các số liệu cao/thấp nhất 1936–1990) | Dữ liệu khí hậu của Port Elizabeth (1961−1990, các số liệu cao/thấp nhất 1936–1990) |
| Tháng                                                                               | 1                                                                                   | 2                                                                                   | 3                                                                                   | 4                                                                                   | 5                                                                                   | 6                                                                                   | 7                                                                                   | 8                                                                                   | 9                                                                                   | 10                                                                                  | 11                                                                                  | 12                                                                                  | Năm                                                                                 |
| ----------------------------------------------------------------------------------- | ----------------------------------------------------------------------------------- | ----------------------------------------------------------------------------------- | ----------------------------------------------------------------------------------- | ----------------------------------------------------------------------------------- | ----------------------------------------------------------------------------------- | ----------------------------------------------------------------------------------- | ----------------------------------------------------------------------------------- | ----------------------------------------------------------------------------------- | ----------------------------------------------------------------------------------- | ----------------------------------------------------------------------------------- | ----------------------------------------------------------------------------------- | ----------------------------------------------------------------------------------- | ----------------------------------------------------------------------------------- |
| Cao kỉ lục °C (°F)                                                                  | 39.0 (102.2)                                                                        | 40.0 (104.0)                                                                        | 40.7 (105.3)                                                                        | 39.0 (102.2)                                                                        | 35.4 (95.7)                                                                         | 32.4 (90.3)                                                                         | 33.1 (91.6)                                                                         | 36.8 (98.2)                                                                         | 39.7 (103.5)                                                                        | 39.8 (103.6)                                                                        | 40.2 (104.4)                                                                        | 36.0 (96.8)                                                                         | 40.7 (105.3)                                                                        |
| Trung bình ngày tối đa °C (°F)                                                      | 25.4 (77.7)                                                                         | 25.4 (77.7)                                                                         | 24.6 (76.3)                                                                         | 23.0 (73.4)                                                                         | 21.7 (71.1)                                                                         | 20.3 (68.5)                                                                         | 19.7 (67.5)                                                                         | 19.6 (67.3)                                                                         | 20.0 (68.0)                                                                         | 20.8 (69.4)                                                                         | 22.3 (72.1)                                                                         | 24.3 (75.7)                                                                         | 22.3 (72.1)                                                                         |
| Trung bình ngày °C (°F)                                                             | 21.3 (70.3)                                                                         | 21.2 (70.2)                                                                         | 20.3 (68.5)                                                                         | 18.2 (64.8)                                                                         | 16.1 (61.0)                                                                         | 14.3 (57.7)                                                                         | 13.9 (57.0)                                                                         | 14.3 (57.7)                                                                         | 15.4 (59.7)                                                                         | 16.7 (62.1)                                                                         | 18.2 (64.8)                                                                         | 20.1 (68.2)                                                                         | 17.5 (63.5)                                                                         |
| Tối thiểu trung bình ngày °C (°F)                                                   | 17.9 (64.2)                                                                         | 17.9 (64.2)                                                                         | 16.9 (62.4)                                                                         | 14.3 (57.7)                                                                         | 11.5 (52.7)                                                                         | 9.2 (48.6)                                                                          | 8.8 (47.8)                                                                          | 9.8 (49.6)                                                                          | 11.4 (52.5)                                                                         | 13.1 (55.6)                                                                         | 14.6 (58.3)                                                                         | 16.4 (61.5)                                                                         | 13.5 (56.3)                                                                         |
| Thấp kỉ lục °C (°F)                                                                 | 7.4 (45.3)                                                                          | 7.9 (46.2)                                                                          | 7.0 (44.6)                                                                          | 4.4 (39.9)                                                                          | −0.3 (31.5)                                                                         | −0.5 (31.1)                                                                         | −0.5 (31.1)                                                                         | −0.2 (31.6)                                                                         | 1.5 (34.7)                                                                          | 3.0 (37.4)                                                                          | 5.6 (42.1)                                                                          | 6.5 (43.7)                                                                          | −0.5 (31.1)                                                                         |
| Lượng Giáng thủy trung bình mm (inches)                                             | 36 (1.4)                                                                            | 40 (1.6)                                                                            | 54 (2.1)                                                                            | 58 (2.3)                                                                            | 59 (2.3)                                                                            | 62 (2.4)                                                                            | 47 (1.9)                                                                            | 64 (2.5)                                                                            | 62 (2.4)                                                                            | 59 (2.3)                                                                            | 49 (1.9)                                                                            | 34 (1.3)                                                                            | 624 (24.6)                                                                          |
| Số ngày giáng thủy trung bình (≥ 1.0 mm)                                            | 5                                                                                   | 5                                                                                   | 7                                                                                   | 6                                                                                   | 5                                                                                   | 5                                                                                   | 5                                                                                   | 7                                                                                   | 6                                                                                   | 7                                                                                   | 7                                                                                   | 5                                                                                   | 70                                                                                  |
| Độ ẩm tương đối trung bình (%)                                                      | 77                                                                                  | 80                                                                                  | 81                                                                                  | 80                                                                                  | 76                                                                                  | 73                                                                                  | 74                                                                                  | 76                                                                                  | 77                                                                                  | 78                                                                                  | 78                                                                                  | 77                                                                                  | 77                                                                                  |
| Số giờ nắng trung bình tháng                                                        | 265.9                                                                               | 222.9                                                                               | 228.7                                                                               | 220.6                                                                               | 221.7                                                                               | 207.5                                                                               | 227.8                                                                               | 232.0                                                                               | 213.0                                                                               | 236.3                                                                               | 250.1                                                                               | 278.9                                                                               | 2.805,4                                                                             |
| Nguồn 1: NOAA, Deutscher Wetterdienst (các số liệu cao nhất)                        |                                                                                     |                                                                                     |                                                                                     |                                                                                     |                                                                                     |                                                                                     |                                                                                     |                                                                                     |                                                                                     |                                                                                     |                                                                                     |                                                                                     |                                                                                     |
| Nguồn 2: Cục Thời tiết Nam Phi                                                      |                                                                                     |                                                                                     |                                                                                     |                                                                                     |                                                                                     |                                                                                     |                                                                                     |                                                                                     |                                                                                     |                                                                                     |                                                                                     |                                                                                     |                                                                                     |

## Nhân khẩu
| <1 /km² 1–3 /km² 3–10 /km² 10–30 /km² 30–100 /km² |  | 100–300 /km² 300–1000 /km² 1000–3000 /km² >3000 /km² |

| Afrikaans Tiếng Anh |  | Tiếng Xhosa Không có ngôn ngữ chiếm ưu thế |

Năm 2001:
- Diện tích: 335,3 kilômét vuông (129,5 dặm vuông Anh)
- Dân số: 237.502 (708,32 người trên kilômét vuông (1.834,5/sq mi))

Mật độ dân số ở vùng đô thị Nelson Mandela Bay

Phân bố địa lý các ngôn ngữ được sử dụng ở vùng đô thị Nelson Mandela Bay

- Số hộ gia đình: 70,606 (210,58 trên kilômét vuông (545,4/sq mi))

| Giới tính | Dân số  | %     |
| --------- | ------- | ----- |
| Female    | 122.253 | 51,47 |
| Male      | 115.249 | 48,53 |

| Chủng tộc   | Dân số  | %     |
| ----------- | ------- | ----- |
| Da đen      | 123.722 | 52,09 |
| Da trắng    | 32.618  | 13,73 |
| Người lai   | 71.912  | 30,28 |
| Người gốc Á | 9,248   | 3.89  |

| Ngôn ngữ đầu tiên | Dân số  | %     |
| ----------------- | ------- | ----- |
| Tiếng Zulu        | 580     | 0,24  |
| Tiếng Xhosa       | 27.312  | 11,5  |
| Afrikaans         | 112.798 | 47,49 |
| Tiếng Bắc Sotho   | 90      | 0,04  |
| Tiếng Tswana      | 411     | 0,17  |
| Tiếng Anh         | 94.068  | 39,61 |
| Tiếng Sotho       | 494     | 0,21  |
| Tiếng Tsonga      | 107     | 0,05  |
| Tiếng Swazi       | 75      | 0,03  |
| Tiếng Venda       | 114     | 0,05  |
| Tiếng Nam Ndebele | 297     | 0,13  |
| Khác              | 1.152   | 0,49  |

## Kinh tế

### Thương mại và công nghiệp
Trước đây mọi hoạt động thương mại trong khu vực đều phải qua Port Elizabeth. Vào thập niên 1830, có ít nhất năm tàu thường xuyên chuyên chơ hàng hóa tới châu Âu. Port Elizabeth trở thành cảng tự do vào năm 1832. Vào năm 1833, khoảng 50 tàu thuyền đã ghé qua cảng. Vào năm 1828, 25.038 kg hàng hóa được nhập vào cảng, tới năm 1832 là 51.185 kg. Port Elizabeth xuất khẩu 18.738 kg vào năm 1828, và tăng lên 39.431 kg vào năm 1829. Mặt hàng xuất khẩu là rượu vang, brandy, giấm, ngà, da động vật, da thuộc, mỡ động vật, bơ, xà phòng, len, lông đà điểu, thịt bò muối, lúa mì, nến, lô hội, đại mạch,...
Là trung tâm công nghiệp ô tô của Nam Phi, Port Elizabeth là nơi đặt trụ sở hầu hết các nhà máy lắp ráp của General Motors, Ford, Volkswagen, Continental Tyres và nhiều công ty khác. Tính tới năm 2018, sau khi GM rút lui khỏi Port Elizabeth và Nam Phi, Isuzu tiếp quản nhà máy của GM ở Struandale. FAW cũng đã xây dựng một nhà máy lớn tại khu vực này. Hầu hết các ngành công nghiệp ở Port Elizabeth đều có liên quan tới công nghiệp xe, cung cấp các bộ phận như dây cáp điện, bộ chuyển đổi xúc tác, pin và lốp xe.

### Du lịch

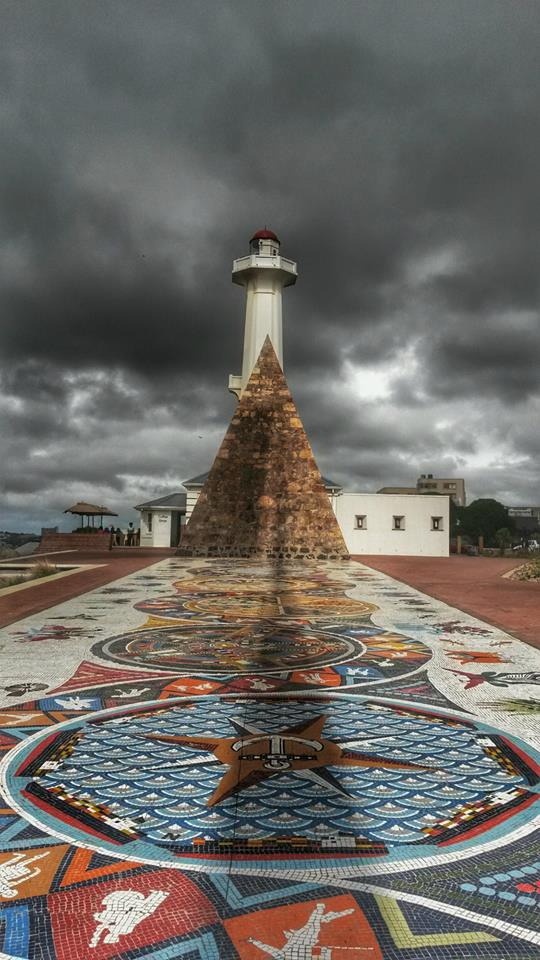
Donkin Reserve ở Port Elizabeth năm 2014

Với vị trí tại cuối tuyến đường Garden Route dọc theo bờ biển Cape, thành phố sở hữu nhiều bãi biển như bãi biển King's và bãi biển Hobie.
Nhiều địa danh lịch sử được kết nối với nhau bởi Con đường Di sản Donkin, trong đó có Campanile (tháp chuông), xây năm 1923 để kỷ niệm sự xuất hiện của những người định cư đầu tiên và là đài quan sát toàn cảnh thành phố; tòa thị chính (1862); công viên và bia kỷ niệm Donkin Reserve; Pháo đài Frederick cổ bằng đá (1799).
Đường 67 là một tuyến đường đi bộ bao gồm 67 tác phẩm nghệ thuật công cộng, đánh dấu thời gian 67 năm mà Nelson Mandela cống hiến cho nền tự do của Nam Phi. Tác phẩm do các nghệ sĩ địa phương sáng tác, thể hiện văn hóa và lịch sử Nam Phi. Tác phẩm bắt đầu từ Campanile, tiến lên các bậc thang dẫn tới Quảng trường chợ Vuysile và tới lá đại kỳ Nam Phi tại Donkin Reserve.
Các địa điểm nổi bật khác gồm có Công viên St George's, Bảo tàng Nghệ thuật Nelson Mandela Metropolitan (trước là Phòng trưng bày nghệ thuật Vua George VI), bảo tàng và phòng hải dương học tại Humewood, và khu biệt thự Boardwalk.
Các khu vực ngoại vi Port Elizabeth sở hữu các khu bảo tồn động vật như Vườn quốc gia voi Addo, cách 72 kilômét (45 mi) về phía bắc của dãy núi Zuurberg.
Port Elizabeth cũng là nơi lý tưởng để quan sát cá voi. Cá voi lưng gù xuất hiện từ tháng 6 tới tháng 8, và từ tháng 11 tới tháng 1, trong khi cá voi trơn phương nam xuất hiện từ tháng 7 tới tháng 11, còn cá voi Bryde có thể quan sát được trong cả năm.

## Thể thao

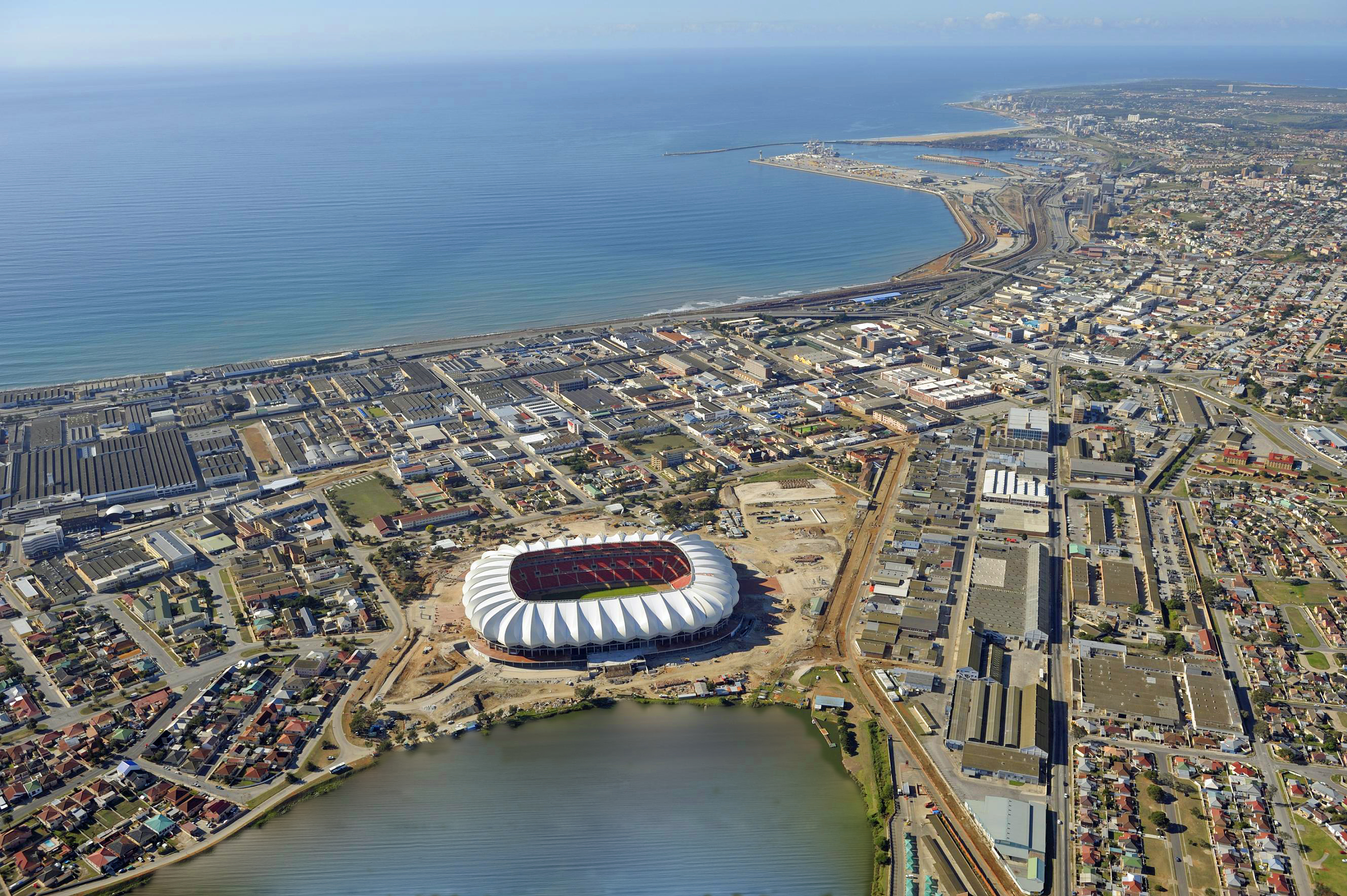
Sân vận động Nelson Mandela Bay năm 2009

Các sự kiện thể thao lớn nhất ở Port Elizabeth là giải ba môn phối hợp Ironman và giải xe đạp Herald Cycle. Giải câu cá ngừ nước sâu cũng thu hút nhiều tay câu cá trên khắp thế giới.
Thành phố có nhiều cơ sở vật chất phục vụ cricket, rugby, điền kinh, bóng đá, khúc côn cầu trên cỏ và nhiều môn khác. Vị trí gần biển cũng thích hợp cho các môn dưới nước.
Port Elizabeth có sân cricket St George's Park, nơi tổ chức các trận test cricket. St George's Park là sân cricket lâu đời nhất ở Nam Phi và là địa điểm diễn ra trận đấu Test đầu tiên diễn ra bên ngoài Úc và Anh, giữa đội Nam Phi và đội Anh vào tháng 3 năm 1889. Warriors, một đội cricket liên hợp của Nam Phi, có trụ sở ở Port Elizabeth.
Port Elizabeth là nơi đặt trụ sở của đội rugby liên hợp Southern Spears. Đội Eastern Cape Union, ngày nay là Eastern Province Elephants, là một phần của Spears cùng với Border Bulldogs ở East London. Phần còn lại của Spears sau đó được hợp nhất với Southern Kings, cũng thuộc Port Elizabeth, tham gia giải Super Rugby vào năm 2013. Southern Kings không tham gia Super Rugby vào năm 2014 và 2015, nhưng trở lại vào năm 2016 và 2017, tuy nhiên rút lui sau đó vì lý do tài chính. Đội hiện đang tham gia giải Guinness Pro14. Đội Eastern Province Rugby Union thi đấu các trận sân nhà ở sân vận động Nelson Mandela Bay.
Vào tháng 12 năm 2011, Sân vận động Nelson Mandela Bay trở thành sân đấu mới của giải South Africa Sevens thuộc hệ thống giải IRB Sevens World Series của rugby sevens. Giải đấu trước đó được tổ chức ở George ở Tây Cape từ 2002 tới 2010. Kể từ 2015, giải được tổ chức ở Cape Town.
Câu lạc bộ bóng đá chính của thành phố là Chippa United, hiện đang sử dụng sân Nelson Mandela Bay làm sân nhà. Các câu lạc bộ của Port Elizabeth từng thi đấu ở hạng cao nhất Nam Phi gồm có Bay United, Michau Warriors, Port Elizabeth Blackpool, Hotspur F.C., Port Elizabeth City và Westview Apollon.